# Sida stipulata
Sida stipulata är en malvaväxtart som beskrevs av Antonio José Cavanilles. Sida stipulata ingår i släktet sammetsmalvor, och familjen malvaväxter. Inga underarter finns listade i Catalogue of Life.